# 黄庆熙
黄庆熙（1917年2月—2005年3月6日），原名黄纯先，福建上杭县人，中华人民共和国政治人物。
早年参加中国工农红军，随军长征。历任西北青年抗日救国会文教部部长，晋察冀分局青委副书记、书记，后改晋察冀北岳区党委四地委民运部部长，皖南区党委组织部部长。中华人民共和国成立后，担任上海市委常委、组织部部长，1964年2月出任内务部副部长，1972年，改任公安部副部长。1978年，调任民政部副部长。2005年去世。